# ساموئل جی کیسر
ساموئل جی کیسر (زاده ۷ ژوئیه 1935) زبان‌شناس نظری آمریکایی است که در تاریخ و ساختار زبان انگلیسی و رویکردهای زبانی به نقد ادبی صاحب نظر است.

## زندگی‌نامه
کیسر مدرک لیسانس زبان انگلیسی را از دانشگاه جورج واشینگتن در سال ۱۹۵۶، مدرک کارشناسی را در سال 1958 (MA 1962) در زبان انگلیسی از کالج مرتون، دانشگاه آکسفورد، یک کارشناسی ارشد دیگر در رشتهٔ زبان‌شناسی از دانشگاه ییل در سال ۱۹۶۰، و درجهٔ دکترای زبان‌شناسی را نیز از دانشگاه ییل در سال ۱۹۶۲ دریافت کرد. او استاد بازنشسته پیتر دی فلورز، عضو ممتاز دانشکده زبان‌شناسی و فلسفه و استادیار سابق موسسه فناوری ماساچوست است. او تألیف کتاب‌ها و انتشارات علمی متعددی دارد و سردبیر مجلهٔ Linguistic Inquiry است.
کیسر در سال ۱۹۵۹ با مارگارت هاریج ازدواج کرد. او در سال ۱۹۹۳ طلاق گرفت و در سال ۲۰۰۱ با نانسی دین کلی ازدواج کرد.